# Чейшвили, Резо Бенедиктович
Реваз (Резо) Бенеди́ктович Чейшви́ли (груз. რევაზ (რეზო) ჭეიშვილი; 1933 — 2015) — грузинский советский писатель, киносценарист. Член КПСС с 1968 года.

## Фильмография

### Сценарии
- 1962 — Морская тропа
- 1962 — Три песни
- 1968 — Мой друг Нодар
- 1971 — Перед рассветом
- 1972 — Морской волк
- 1977 — Мачеха Саманишвили
- 1978 — Федя
- 1978 — Кваркваре
- 1981 — Распахните окна
- 1983 — Голубые горы, или Неправдоподобная история
- 1986 — Арена неистовых
- 1989 — Колодец (новелла в киноальманахе «Отстранённые»)
- 1990 — Турандот
- 1993 — Экспресс-информация

## Награды
- Государственная премия СССР (1985) — за сценарий фильма «Голубые горы, или Неправдоподобная история» (1983) производства киностудии «Грузия-фильм»
- Государственная премия Грузинской ССР им. Шота Руставели[2]
- Орден Чести (15 января 1997 года)[3]
- Государственная премия Грузии (31 декабря 2002 года)[4]
- Президентский орден Сияние (30 апреля 2010 года)[5]